# Priscilla Mitchell
Priscilla Mitchell (18 september 1941 - 24 september 2014) was een Amerikaanse countryzangeres.

## Biografie
Priscilla Mitchell begon als rock-'n-roll-zangeres tijdens de jaren 1950 en als achtergrondzangeres voor NRC Records en ze werd het meest populair als duetvertolkster met de countryzanger Roy Drusky, toen ze tijdens de jaren 1960 een reeks duetten opnam. Drusky en Mitchell namen een reeks hit op, maar hun best verkochte opnamen waren countrysongs met inbegrip van hun grootste hit Yes, Mr. Peters uit 1965. De single plaatste zich op de toppositie van de countryhitlijst.
De song It Comes and Goes nam ze ook op onder de naam Sadine.

## Privéleven en overlijden
Priscilla Mitchell was getrouwd met de countryzanger, songwriter, acteur en sessiegitarist Jerry Reed van 1959 tot haar overlijden na een korte ziekte in september 2014 op 73-jarige leeftijd. Samen hadden ze twee dochters, die allebei countryzangeressen zijn.

## Discografie

### Singles
- 1965:	Yes, Mr. Peters (met Roy Drusky)
- 1965: Slippin' Around (met Roy Drusky)
- 1965: It Comes and Goes
- 1966:	Sweet Talk
- 1966: Acres of Heartaches
- 1967:	I'll Never Tell on You (met Roy Drusky)
- 1967: He's Not for Real
- 1968:	Your Old Handy Man
- 1968: Natch'illy Ain't No Good

### Albums
- 1965:	Love's Eternal Triangle (met Roy Drusky) (Mercury Records)
- 1966:	Together Again (met Roy Drusky)

- International Standard Name Identifier: 0000 0000 4602 0032
- Library of Congress Control Number: no98050014
- MusicBrainz: 57de383e-a9c8-4d18-b458-7d6c2d656396
- Virtual International Authority File: 29147392
- WorldCat: E39PBJfMmk4pTp6XrMYQB3X8G3